# Saison 2017-2018 de la LNH
Saison précédente Saison suivante
La saison 2017-2018 est la 100e saison de la Ligue nationale de hockey (LNH). La saison régulière voit 31 équipes jouer 82 matchs chacune. En début de saison, la ligue accueille une 24e franchise américaine après la création d'une équipe à Las Vegas, les Golden Knights, dont l'effectif est constitué grâce à un repêchage d'expansion organisé en juin 2017. L'équipe est intégrée dans la division Pacifique de l'association de l'Ouest.

## Contexte
Le 22 juin 2016, la LNH annonce qu'elle a voté la création d'une 31e franchise et que celle-ci est accordée à la ville de Las Vegas contre un droit d'entrée de 500 millions de dollars américains. Le nom de l'équipe et le logo sont dévoilés le 22 novembre 2016. Elle est la première franchise majeure basée à Las Vegas et la première équipe d'expansion depuis 2000. L'équipe est la propriété de Black Knight Sports & Entertainment, un consortium mené par William Foley (en), et joue ses matchs à domicile au T-Mobile Arena, à Paradise, dans la banlieue sud de la ville.
La saison régulière débute le 4 octobre 2017 avec 4 rencontres dont un match entre les derniers vainqueurs de la Coupe Stanley, les Penguins de Pittsburgh, et les Blues de Saint-Louis et se conclut le 8 avril. Lors de cette saison, deux matchs opposant l'Avalanche du Colorado aux Sénateurs d'Ottawa sont joués à Stockholm, en Suède, et deux matchs sont joués en extérieur : la Classique 100 voit les Sénateurs affronter les Canadiens de Montréal et la Classique hivernale oppose les Rangers de New York aux Sabres de Buffalo.

## Saison régulière

### Classements
Dans chaque association, les trois premières équipes de chaque division et les deux meilleures équipes restantes de l'association sont qualifiées pour les séries éliminatoires.

#### Association de l'Est
| Clt   | Équipe                 | PJ | V  | D  | DP | BP  | BC  | Pts |
| ----- | ---------------------- | -- | -- | -- | -- | --- | --- | --- |
| +001, | Capitals de Washington | 82 | 49 | 26 | 7  | 259 | 239 | 105 |
| +002, | Penguins de Pittsburgh | 82 | 47 | 29 | 6  | 272 | 250 | 100 |
| +003, | Flyers de Philadelphie | 82 | 42 | 26 | 14 | 251 | 243 | 98  |

| Clt   | Équipe                 | PJ | V  | D  | DP | BP  | BC  | Pts |
| ----- | ---------------------- | -- | -- | -- | -- | --- | --- | --- |
| +001, | Lightning de Tampa Bay | 82 | 54 | 23 | 5  | 296 | 236 | 113 |
| +002, | Bruins de Boston       | 82 | 50 | 20 | 12 | 270 | 214 | 112 |
| +003, | Maple Leafs de Toronto | 82 | 49 | 26 | 7  | 277 | 232 | 105 |

| Clt   | Équipe                    | Division       | PJ | V  | D  | DP | BP  | BC  | Pts |
| ----- | ------------------------- | -------------- | -- | -- | -- | -- | --- | --- | --- |
| +001, | Blue Jackets de Columbus  | Métropolitaine | 82 | 45 | 30 | 7  | 242 | 230 | 97  |
| +002, | Devils du New Jersey      | Métropolitaine | 82 | 44 | 29 | 9  | 248 | 244 | 97  |
| +003, | Panthers de la Floride    | Atlantique     | 82 | 44 | 30 | 8  | 248 | 246 | 96  |
| +004, | Hurricanes de la Caroline | Métropolitaine | 82 | 36 | 35 | 11 | 228 | 256 | 83  |
| +005, | Islanders de New York     | Métropolitaine | 82 | 35 | 37 | 10 | 264 | 296 | 80  |
| +006, | Rangers de New York       | Métropolitaine | 82 | 34 | 39 | 9  | 231 | 268 | 77  |
| +007, | Red Wings de Détroit      | Atlantique     | 82 | 30 | 39 | 13 | 217 | 255 | 73  |
| +008, | Canadiens de Montréal     | Atlantique     | 82 | 29 | 40 | 13 | 209 | 264 | 71  |
| +009, | Sénateurs d'Ottawa        | Atlantique     | 82 | 28 | 43 | 11 | 221 | 291 | 67  |
| +010, | Sabres de Buffalo         | Atlantique     | 82 | 25 | 45 | 12 | 199 | 280 | 62  |

- En gras et en italique : vainqueur de division
- En gras : qualifié pour les séries
- En italique : repêchée en tant que 7e ou 8e de l'association

#### Association de l'Ouest
| Clt   | Équipe                 | PJ | V  | D  | DP | BP  | BC  | Pts |
| ----- | ---------------------- | -- | -- | -- | -- | --- | --- | --- |
| +001, | Predators de Nashville | 82 | 53 | 18 | 11 | 267 | 211 | 117 |
| +002, | Jets de Winnipeg       | 82 | 52 | 20 | 10 | 277 | 218 | 114 |
| +003, | Wild du Minnesota      | 82 | 45 | 26 | 11 | 253 | 232 | 101 |

| Clt   | Équipe                  | PJ | V  | D  | DP | BP  | BC  | Pts |
| ----- | ----------------------- | -- | -- | -- | -- | --- | --- | --- |
| +001, | Golden Knights de Vegas | 82 | 51 | 24 | 7  | 272 | 228 | 109 |
| +002, | Ducks d'Anaheim         | 82 | 44 | 25 | 13 | 235 | 216 | 101 |
| +003, | Sharks de San José      | 82 | 45 | 27 | 10 | 252 | 229 | 100 |

| Clt   | Équipe                | Division  | PJ | V  | D  | DP | BP  | BC  | Pts |
| ----- | --------------------- | --------- | -- | -- | -- | -- | --- | --- | --- |
| +001, | Kings de Los Angeles  | Pacifique | 82 | 45 | 29 | 8  | 239 | 203 | 98  |
| +002, | Avalanche du Colorado | Centrale  | 82 | 43 | 30 | 9  | 257 | 237 | 95  |
| +003, | Blues de Saint-Louis  | Centrale  | 82 | 44 | 32 | 6  | 226 | 222 | 94  |
| +004, | Stars de Dallas       | Centrale  | 82 | 42 | 32 | 8  | 235 | 225 | 92  |
| +005, | Flames de Calgary     | Pacifique | 82 | 37 | 35 | 10 | 218 | 248 | 84  |
| +006, | Oilers d'Edmonton     | Pacifique | 82 | 36 | 40 | 6  | 234 | 263 | 78  |
| +007, | Blackhawks de Chicago | Centrale  | 82 | 33 | 39 | 10 | 229 | 256 | 76  |
| +008, | Canucks de Vancouver  | Pacifique | 82 | 31 | 40 | 11 | 218 | 264 | 73  |
| +009, | Coyotes de l'Arizona  | Pacifique | 82 | 29 | 41 | 12 | 208 | 256 | 70  |

- En gras et en italique : vainqueur de division
- En gras : qualifié pour les séries
- En italique : repêchée en tant que 7e ou 8e de l'association

### Statistiques

#### Meilleurs pointeurs

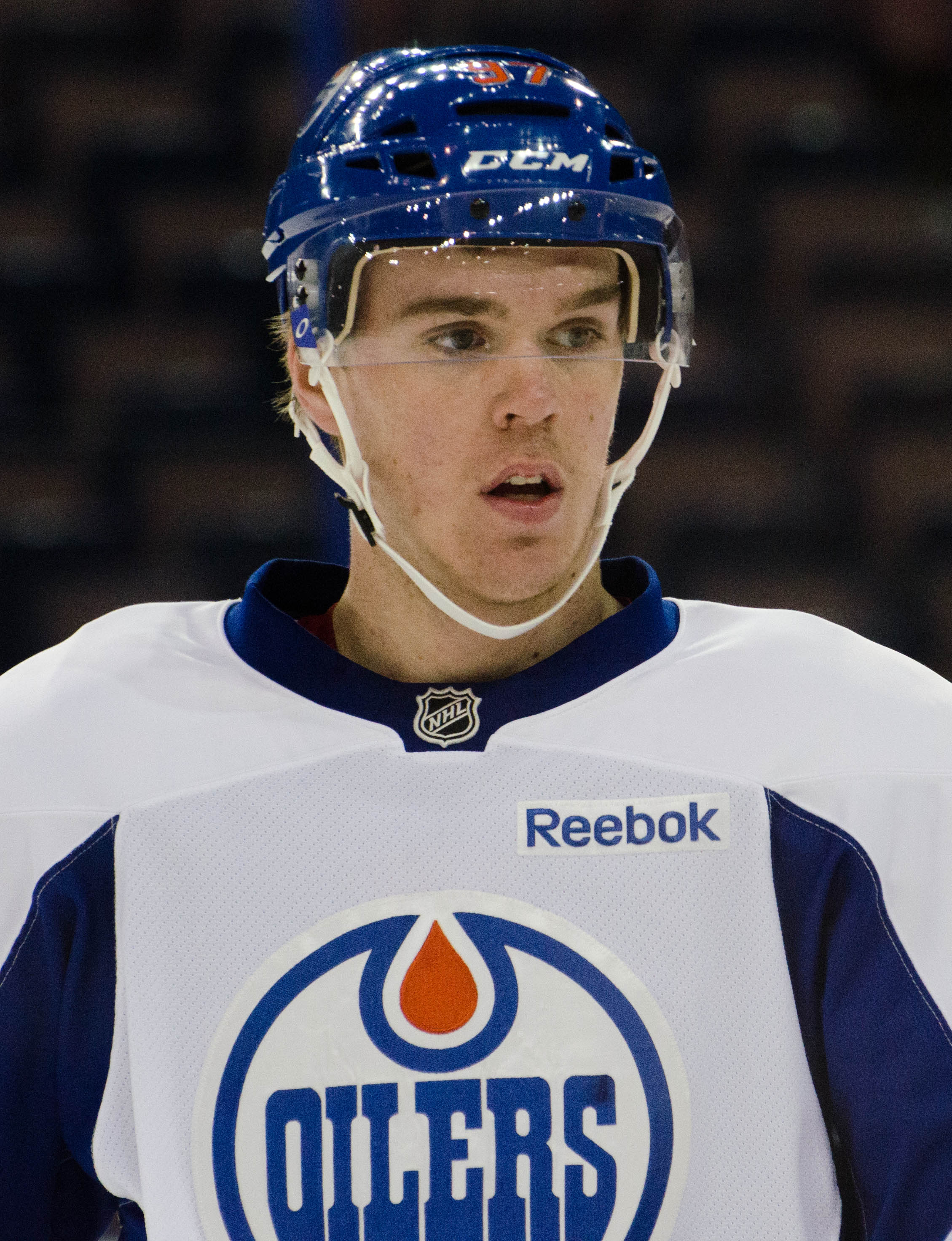
Connor McDavid (ici en 2015) meilleur pointeur de la saison régulière.

Avec 108 points inscrits au cours de la saison régulière, Connor McDavid, le joueur d'Edmonton, finit meilleur pointeur de la saison régulière pour la deuxième saison consécutive: il compte alors 41 buts et 67 passes. Blake Wheeler et Claude Giroux finissent meilleurs passeurs de la ligue avec 68 aides chacun. Aleksandr Ovetchkine, le capitaine des Capitals de Washington finit quant à lui meilleur buteur de la saison avec 49 filets inscrits.
| Joueur            | Équipe                 | PJ | B  | A  | Pts | +/- | Pun |
| ----------------- | ---------------------- | -- | -- | -- | --- | --- | --- |
| Connor McDavid    | Oilers d'Edmonton      | 82 | 41 | 67 | 108 | +20 | 26  |
| Claude Giroux     | Flyers de Philadelphie | 82 | 34 | 68 | 102 | +28 | 20  |
| Nikita Koutcherov | Lightning de Tampa Bay | 80 | 39 | 61 | 100 | +15 | 42  |
| Ievgueni Malkine  | Penguins de Pittsburgh | 78 | 42 | 56 | 98  | +16 | 87  |
| Nathan MacKinnon  | Avalanche du Colorado  | 74 | 39 | 58 | 97  | +11 | 55  |
| Taylor Hall       | Devils du New Jersey   | 76 | 39 | 54 | 93  | +14 | 34  |
| Anže Kopitar      | Kings de Los Angeles   | 82 | 35 | 57 | 92  | +21 | 20  |
| Philip Kessel     | Penguins de Pittsburgh | 82 | 34 | 58 | 92  | -4  | 36  |
| Blake Wheeler     | Jets de Winnipeg       | 81 | 23 | 68 | 91  | +13 | 52  |
| Sidney Crosby     | Penguins de Pittsburgh | 82 | 29 | 60 | 89  | 0   | 46  |

#### Meilleurs gardiens
Ci-après les meilleurs gardiens de la saison régulière ayant joué au moins 1 800 minutes.
| Gardien            | Équipe(s)                | PJ | V  | D  | Pr. | Min           | BC  | Moy  | %Arr | Bl |
| ------------------ | ------------------------ | -- | -- | -- | --- | ------------- | --- | ---- | ---- | -- |
| Andrei Vasilevskiy | Lightning de Tampa Bay   | 65 | 44 | 17 | 3   | 3825 min 11 s | 167 | 2,62 | 91,9 | 8  |
| Connor Hellebuyck  | Jets de Winnipeg         | 67 | 44 | 11 | 9   | 3965 min 54 s | 156 | 2,36 | 92,4 | 6  |
| Pekka Rinne        | Predators de Nashville   | 59 | 42 | 13 | 4   | 3475 min 27 s | 134 | 2,31 | 92,7 | 8  |
| Frederik Andersen  | Maple Leafs de Toronto   | 66 | 38 | 21 | 5   | 3888 min 31 s | 182 | 2,81 | 91,8 | 5  |
| Sergei Bobrovsky   | Blue Jackets de Columbus | 65 | 37 | 22 | 6   | 3911 min 34 s | 158 | 2,42 | 92,1 | 5  |
| Devan Dubnyk       | Wild du Minnesota        | 60 | 35 | 16 | 7   | 3450 min 19 s | 145 | 2,52 | 91,8 | 5  |
| Braden Holtby      | Capitals de Washington   | 54 | 34 | 16 | 4   | 3067 min 48 s | 153 | 2,99 | 90,7 | 0  |
| Tuukka Rask        | Bruins de Boston         | 54 | 34 | 14 | 5   | 3173 min 5 s  | 125 | 2,36 | 91,7 | 3  |
| Jonathan Quick     | Kings de Los Angeles     | 64 | 33 | 28 | 3   | 3677 min 5 s  | 147 | 2,40 | 92,1 | 5  |
| John Gibson        | Ducks d'Anaheim          | 60 | 31 | 18 | 7   | 3428 min 29 s | 139 | 2,43 | 92,6 | 4  |

## Séries éliminatoires
Les trois meilleures équipes de chaque division sont qualifiées ainsi que les équipes classées aux 7e et 8e places de chaque association, sans distinction de division. La meilleure équipe de chaque association rencontre la 8e et la première équipe de l'autre division rencontre la 7e. Les équipes classées aux 2e et 3e places de chaque division se rencontrent dans la partie de tableau où se situe le champion de leur division. Toutes les séries sont jouées au meilleur des sept matchs. Les deux premiers matchs sont joués chez l'équipe la mieux classée à l'issue de la saison puis les deux suivants sont joués chez l'autre équipe. Si une cinquième, une sixième voire une septième rencontre sont nécessaires, elles sont jouées alternativement chez les deux équipes en commençant par la mieux classée.
|  | Quarts de finale d'association | Quarts de finale d'association | Quarts de finale d'association | Quarts de finale d'association |    |            | Demi-finales d'association | Demi-finales d'association | Demi-finales d'association | Demi-finales d'association |  |  | Finales d'association | Finales d'association | Finales d'association | Finales d'association |  |  | Finale de la Coupe Stanley | Finale de la Coupe Stanley | Finale de la Coupe Stanley | Finale de la Coupe Stanley |
|  |                                |                                |                                |                                |    |            |                            |                            |                            |                            |  |  |                       |                       |                       |                       |  |  |                            |                            |                            |                            |
|  |                                |                                |                                |                                |    |            |                            |                            |                            |                            |  |  | Association de l'Est  |                       |                       |                       |  |  |                            |                            |                            |                            |
|  | A1                             | Tampa Bay                      | 4                              | 4                              |    |            |                            |                            |                            |                            |  |  |                       |                       |                       |                       |  |  |                            |                            |                            |                            |
|  | A1                             | Tampa Bay                      | 4                              | 4                              |    |            |                            |                            |                            |                            |  |  |                       |                       |                       |                       |  |  |                            |                            |                            |                            |
|  | E8                             | New Jersey                     | 1                              | 1                              |    |            |                            |                            |                            |                            |  |  |                       |                       |                       |                       |  |  |                            |                            |                            |                            |
|  | E8                             | New Jersey                     | 1                              | 1                              | A1 | Tampa Bay  | 4                          | 4                          |                            |                            |  |  |                       |                       |                       |                       |  |  |                            |                            |                            |                            |
|  |                                |                                |                                |                                | A1 | Tampa Bay  | 4                          | 4                          |                            |                            |  |  |                       |                       |                       |                       |  |  |                            |                            |                            |                            |
|  |                                |                                | A2                             | Boston                         | 1  | 1          |                            |                            |                            |                            |  |  |                       |                       |                       |                       |  |  |                            |                            |                            |                            |
|  | A2                             | Boston                         | A2                             | Boston                         | 1  | 1          | 4                          | 4                          |                            |                            |  |  |                       |                       |                       |                       |  |  |                            |                            |                            |                            |
|  | A2                             | Boston                         |                                |                                |    |            |                            | 4                          |                            |                            |  |  |                       |                       |                       |                       |  |  |                            |                            |                            |                            |
|  | A3                             | Toronto                        | 3                              | 3                              |    |            |                            |                            |                            |                            |  |  |                       |                       |                       |                       |  |  |                            |                            |                            |                            |
|  | A3                             | Toronto                        | 3                              | 3                              | A1 | Tampa Bay  | 3                          | 3                          |                            |                            |  |  |                       |                       |                       |                       |  |  |                            |                            |                            |                            |
|  |                                |                                |                                |                                | A1 | Tampa Bay  | 3                          | 3                          |                            |                            |  |  |                       |                       |                       |                       |  |  |                            |                            |                            |                            |
|  |                                |                                | M1                             | Washington                     | 4  | 4          |                            |                            |                            |                            |  |  |                       |                       |                       |                       |  |  |                            |                            |                            |                            |
|  | M1                             | Washington                     | M1                             | Washington                     | 4  | 4          | 4                          | 4                          |                            |                            |  |  |                       |                       |                       |                       |  |  |                            |                            |                            |                            |
|  | M1                             | Washington                     | Association de l'Ouest         |                                |    |            | 4                          | 4                          |                            |                            |  |  |                       |                       |                       |                       |  |  |                            |                            |                            |                            |
|  | E7                             | Columbus                       | 2                              | 2                              |    |            |                            |                            |                            |                            |  |  |                       |                       |                       |                       |  |  |                            |                            |                            |                            |
|  | E7                             | Columbus                       | 2                              | 2                              | M1 | Washington | 4                          | 4                          |                            |                            |  |  |                       |                       |                       |                       |  |  |                            |                            |                            |                            |
|  |                                |                                |                                |                                | M1 | Washington | 4                          | 4                          |                            |                            |  |  |                       |                       |                       |                       |  |  |                            |                            |                            |                            |
|  |                                |                                | M2                             | Pittsburgh                     | 2  | 2          |                            |                            |                            |                            |  |  |                       |                       |                       |                       |  |  |                            |                            |                            |                            |
|  | M2                             | Pittsburgh                     | M2                             | Pittsburgh                     | 2  | 2          | 4                          | 4                          |                            |                            |  |  |                       |                       |                       |                       |  |  |                            |                            |                            |                            |
|  | M2                             | Pittsburgh                     |                                |                                |    |            |                            | 4                          |                            |                            |  |  |                       |                       |                       |                       |  |  |                            |                            |                            |                            |
|  | M3                             | Philadelphie                   | 2                              | 2                              |    |            |                            |                            |                            |                            |  |  |                       |                       |                       |                       |  |  |                            |                            |                            |                            |
|  | M3                             | Philadelphie                   | 2                              | 2                              | M1 | Washington | 4                          | 4                          |                            |                            |  |  |                       |                       |                       |                       |  |  |                            |                            |                            |                            |
|  |                                |                                |                                |                                | M1 | Washington | 4                          | 4                          |                            |                            |  |  |                       |                       |                       |                       |  |  |                            |                            |                            |                            |
|  |                                |                                | P1                             | Las Vegas                      | 1  | 1          |                            |                            |                            |                            |  |  |                       |                       |                       |                       |  |  |                            |                            |                            |                            |
|  | C1                             | Nashville                      | P1                             | Las Vegas                      | 1  | 1          | 4                          | 4                          |                            |                            |  |  |                       |                       |                       |                       |  |  |                            |                            |                            |                            |
|  | C1                             | Nashville                      |                                |                                |    |            |                            | 4                          |                            |                            |  |  |                       |                       |                       |                       |  |  |                            |                            |                            |                            |
|  | O8                             | Colorado                       | 2                              | 2                              |    |            |                            |                            |                            |                            |  |  |                       |                       |                       |                       |  |  |                            |                            |                            |                            |
|  | O8                             | Colorado                       | 2                              | 2                              | C1 | Nashville  | 3                          | 3                          |                            |                            |  |  |                       |                       |                       |                       |  |  |                            |                            |                            |                            |
|  |                                |                                |                                |                                | C1 | Nashville  | 3                          | 3                          |                            |                            |  |  |                       |                       |                       |                       |  |  |                            |                            |                            |                            |
|  |                                |                                | C2                             | Winnipeg                       | 4  | 4          |                            |                            |                            |                            |  |  |                       |                       |                       |                       |  |  |                            |                            |                            |                            |
|  | C2                             | Winnipeg                       | C2                             | Winnipeg                       | 4  | 4          | 4                          | 4                          |                            |                            |  |  |                       |                       |                       |                       |  |  |                            |                            |                            |                            |
|  | C2                             | Winnipeg                       |                                |                                |    |            |                            | 4                          |                            |                            |  |  |                       |                       |                       |                       |  |  |                            |                            |                            |                            |
|  | C3                             | Minnesota                      | 1                              | 1                              |    |            |                            |                            |                            |                            |  |  |                       |                       |                       |                       |  |  |                            |                            |                            |                            |
|  | C3                             | Minnesota                      | 1                              | 1                              | C2 | Winnipeg   | 1                          | 1                          |                            |                            |  |  |                       |                       |                       |                       |  |  |                            |                            |                            |                            |
|  |                                |                                |                                |                                | C2 | Winnipeg   | 1                          | 1                          |                            |                            |  |  |                       |                       |                       |                       |  |  |                            |                            |                            |                            |
|  |                                |                                | P1                             | Las Vegas                      | 4  | 4          |                            |                            |                            |                            |  |  |                       |                       |                       |                       |  |  |                            |                            |                            |                            |
|  | P1                             | Las Vegas                      | P1                             | Las Vegas                      | 4  | 4          | 4                          | 4                          |                            |                            |  |  |                       |                       |                       |                       |  |  |                            |                            |                            |                            |
|  | P1                             | Las Vegas                      |                                |                                |    |            |                            | 4                          |                            |                            |  |  |                       |                       |                       |                       |  |  |                            |                            |                            |                            |
|  | O7                             | Los Angeles                    | 0                              | 0                              |    |            |                            |                            |                            |                            |  |  |                       |                       |                       |                       |  |  |                            |                            |                            |                            |
|  | O7                             | Los Angeles                    | 0                              | 0                              | P1 | Las Vegas  | 4                          | 4                          |                            |                            |  |  |                       |                       |                       |                       |  |  |                            |                            |                            |                            |
|  |                                |                                |                                |                                | P1 | Las Vegas  | 4                          | 4                          |                            |                            |  |  |                       |                       |                       |                       |  |  |                            |                            |                            |                            |
|  |                                |                                | P3                             | San José                       | 2  | 2          |                            |                            |                            |                            |  |  |                       |                       |                       |                       |  |  |                            |                            |                            |                            |
|  | P2                             | Anaheim                        | P3                             | San José                       | 2  | 2          | 0                          | 0                          |                            |                            |  |  |                       |                       |                       |                       |  |  |                            |                            |                            |                            |
|  | P2                             | Anaheim                        |                                |                                |    |            |                            | 0                          |                            |                            |  |  |                       |                       |                       |                       |  |  |                            |                            |                            |                            |
|  | P3                             | San José                       | 4                              | 4                              |    |            |                            |                            |                            |                            |  |  |                       |                       |                       |                       |  |  |                            |                            |                            |                            |
|  | P3                             | San José                       | 4                              | 4                              |    |            |                            |                            |                            |                            |  |  |                       |                       |                       |                       |  |  |                            |                            |                            |                            |
|  |                                |                                |                                |                                |    |            |                            |                            |                            |                            |  |  |                       |                       |                       |                       |  |  |                            |                            |                            |                            |

## Récompenses

### Trophées
| Trophée                                                                                     | Vainqueur                                     | Finalistes                                                                           |
| ------------------------------------------------------------------------------------------- | --------------------------------------------- | ------------------------------------------------------------------------------------ |
| Trophée William-M.-Jennings Gardiens de l'équipe ayant accordé le moins de buts             | Jonathan Quick (Kings de Los Angeles)         | -                                                                                    |
| Trophée Maurice-Richard Meilleur buteur de la saison                                        | Aleksandr Ovetchkine (Capitals de Washington) | -                                                                                    |
| Trophée Art-Ross Meilleur pointeur de la saison                                             | Connor McDavid (Oilers d'Edmonton)            | -                                                                                    |
| Trophée Lady Byng Joueur avec le meilleur esprit sportif                                    | William Karlsson (Golden Knights de Vegas)    | - Aleksander Barkov (Panthers de la Floride) - Ryan O'Reilly (Sabres de Buffalo)     |
| Trophée Calder Meilleur joueur recrue                                                       | Mathew Barzal (Islanders de New York)         | - Brock Boeser (Canucks de Vancouver) - Clayton Keller (Coyotes de l'Arizona)        |
| Trophée Frank-J.-Selke Meilleur attaquant défensif                                          | Anže Kopitar (Kings de Los Angeles)           | - Patrice Bergeron (Bruins de Boston) - Sean Couturier (Flyers de Philadelphie)      |
| Trophée Vézina Meilleur gardien de but                                                      | Pekka Rinne (Predators de Nashville)          | - Connor Hellebuyck (Jets de Winnipeg) - Andreï Vassilevski (Lightning de Tampa Bay) |
| Trophée James-Norris Meilleur défenseur                                                     | Victor Hedman (Lightning de Tampa Bay)        | - Drew Doughty (Kings de Los Angeles) - P.K. Subban (Predators de Nashville)         |
| Trophée Mark-Messier Joueur au plus grand leadership                                        | Deryk Engelland (Golden Knights de Vegas)     | - Wayne Simmonds (Flyers de Philadelphie) - Blake Wheeler (Jets de Winnipeg)         |
| Trophée Bill-Masterton Joueur avec le plus de qualités de persévérance et d'esprit d'équipe | Brian Boyle (Devils du New Jersey)            | - Roberto Luongo (Panthers de la Floride) - Jordan Staal (Hurricanes de la Caroline) |
| Trophée Hart Meilleur joueur selon les journalistes                                         | Taylor Hall (Devils du New Jersey)            | - Anze Kopitar (Kings de Los Angeles) - Nathan MacKinnon (Avalanche du Colorado)     |
| Trophée Ted-Lindsay Meilleur joueur selon les joueurs                                       | Connor McDavid (Oilers d'Edmonton)            | - Taylor Hall (Devils du New Jersey) - Nathan MacKinnon (Avalanche du Colorado)      |
| Trophée Jack-Adams Meilleur entraîneur                                                      | Gerard Gallant (Golden Knights de Vegas)      | - Jared Bednar (Avalanche du Colorado) - Bruce Cassidy (Bruins de Boston)            |
| Trophée du directeur général de l'année de la LNH Meilleur directeur général                | George McPhee (Golden Knights de Vegas)       | - Kevin Cheveldayoff (Jets de Winnipeg) - Steve Yzerman (Lightning de Tampa Bay)     |
| Trophée Conn-Smythe Meilleur joueur des séries                                              | Aleksandr Ovetchkine (Capitals de Washington) | -                                                                                    |
| Trophée King-Clancy Contribution à la communauté                                            | Daniel et Henrik Sedin (Canucks de Vancouver) | - P.K. Subban (Predators de Nashville) - Jason Zucker (Wild du Minnesota)            |
| Trophée Lester-Patrick Services rendus au hockey aux États-Unis                             | James Johannson                               | -                                                                                    |

| Trophée                                                                                         | Équipe                  |
| ----------------------------------------------------------------------------------------------- | ----------------------- |
| Trophée des présidents Équipe de la saison régulière avec le plus de points                     | Predators de Nashville  |
| Trophée Prince de Galles Vainqueur de la finale de l'association de l'Est lors des séries       | Capitals de Washington  |
| Trophée Clarence-S.-Campbell Vainqueur de la finale de l'association de l'Ouest lors des séries | Golden Knights de Vegas |
| Coupe Stanley Vainqueur des séries                                                              | Capitals de Washington  |

### Équipes d'étoiles
| Position       | Joueur          | Équipe                 |
| -------------- | --------------- | ---------------------- |
| Gardien de but | Pekka Rinne     | Predators de Nashville |
| Défenseur      | Victor Hedman   | Lightning de Tampa Bay |
| Défenseur      | Drew Doughty    | Kings de Los Angeles   |
| Ailier gauche  | Taylor Hall     | Devils du New Jersey   |
| Centre         | Connor McDavid  | Oilers d'Edmonton      |
| Ailier droit   | Nikita Kucherov | Lightning de Tampa Bay |

| Position       | Joueur            | Équipe                   |
| -------------- | ----------------- | ------------------------ |
| Gardien de but | Connor Hellebuyck | Jets de Winnipeg         |
| Défenseur      | P.K. Subban       | Predators de Nashville   |
| Défenseur      | Seth Jones        | Blue Jackets de Columbus |
| Ailier gauche  | Claude Giroux     | Flyers de Philadelphie   |
| Centre         | Nathan MacKinnon  | Avalanche du Colorado    |
| Ailier droit   | Blake Wheeler     | Jets de Winnipeg         |

| Position       | Joueur         | Équipe                 |
| -------------- | -------------- | ---------------------- |
| Gardien de but | Juuse Saros    | Predators de Nashville |
| Défenseur      | Will Butcher   | Devils du New Jersey   |
| Défenseur      | Charlie McAvoy | Bruins de Boston       |
| Attaquant      | Clayton Keller | Coyotes de l'Arizona   |
| Attaquant      | Brock Boeser   | Canucks de Vancouver   |
| Attaquant      | Mathew Barzal  | Islanders de New York  |